# Claves
 (octobre 2021).
Si vous disposez d'ouvrages ou d'articles de référence ou si vous connaissez des sites web de qualité traitant du thème abordé ici, merci de compléter l'article en donnant les références utiles à sa vérifiabilité et en les liant à la section « Notes et références ».
Cet article concerne des instruments de musique. Pour le rythme, voir Clave.

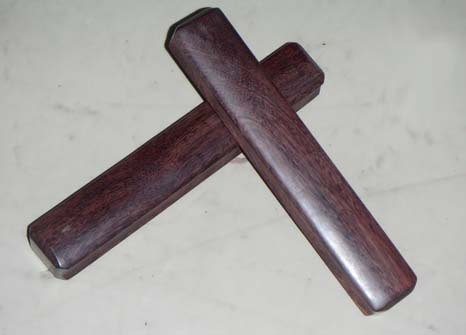
Paire de claves.

Les claves, aussi appelés « clapi claps » sont des instruments de musique de percussion idiophones.
Dans certaines régions[Où ?], on peut aussi appeler la paire de claves « la clave », car la paire de claves représente un seul et même instrument.

## Étymologie
Le terme claves est issu du mélange des mots espagnols « clavar » et « llaves » : les chevilles (« llaves ») que l'on cloue (« clavar ») pour fixer les pièces du navire.

## Histoire
Les chevilles (« llaves ») utilisées par les charpentiers de marine étaient en bois tropical dur (acana, jiqui, gaïac, jucaro, quebracho…) ; elles sont souvent d'une longueur de 20 cm. Ces claves proprement dites apparaissent à Cuba vers le XVIe siècle, sur les docks du port de La Havane. Entrechoquées au rythme du travail, elles deviennent au XVIIe siècle un instrument de percussion.

## Constitution
Les claves sont constituées d'une paire de bouts de bois taillés dans des bois tropicaux très durs, qui produisent un son sec et puissant. Elles sont souvent de forme cylindrique ou de parallélépipède rectangle.

## Jeu

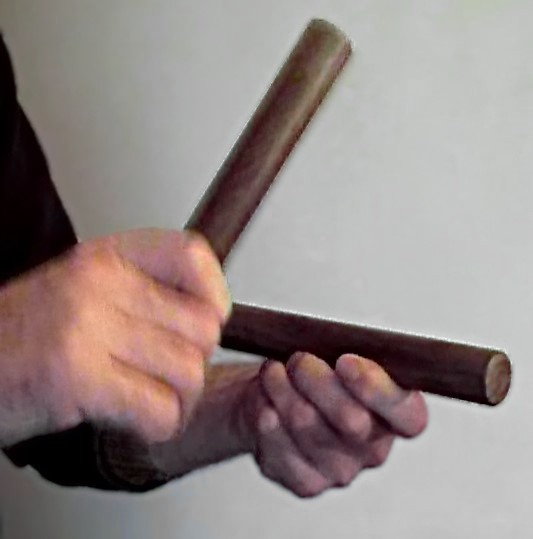
Position utilisée pour jouer.

La clave tenue dans la main droite par l'une des extrémités (macho = mâle) vient percuter en cadence l'autre placée dans la main gauche (hembra = femelle). Le son est très sec et très fort.
La pression exercée par les doigts, la façon d'arrondir la paume et, bien sûr, la force du choc influencent le timbre et la puissance du son obtenu. On peut aussi apposer la hembra contre la joue et se servir de la bouche comme résonateur.
Le rythme joué avec les claves s'appelle la clave. La clave est souvent un rythme simple, comme la pulsation ou un autre rythme continu durant le morceau, ou avec peu de modifications rythmiques.

## Utilisation en musique classique et contemporaine
La partition de l'Ouverture cubaine de George Gershwin demande la présence de claves.
La composition Music for Pieces of Wood de Steve Reich est écrite pour cinq paires de claves.
Le Danzón no 2 d'Arturo Márquez comporte une partie importante de claves tout le long du morceau.